# Doui Thabet
Doui Thabet è un comune dell'Algeria, situato nella provincia di Saida.